# Льюис, Леа
Лия Мари Лян Льюис (англ. Leah Marie Liang Lewis, род. 9 декабря 1996, Шанхай, Китай) — американская актриса. Наиболее известна своими ролями Джорджии «Джордж» Фан в адаптации сериала CW «Нэнси Дрю» (2019–2023) и Элли Чу в фильме Netflix «Половина этого» (2020). Она также озвучила Эмбер Люмен в анимационном фильме Pixar «Элементарно» (2023).

## Биография
Льюис родилась в Шанхае, Китай, её усыновили в восемь месяцев и вырастили в Уиндермире, Флорида. Свою страсть к исполнительскому искусству она обнаружила в школе Креншоу в Орландо и продолжила образование в различных школах Флориды. В 17 лет она вернулась в Орландо, чтобы завершить среднее образование в Средняя школа Олимпии.

## Личная жизнь
Помимо актерского мастерства, Льюис поет, играет на гитаре и занимается фотографией. В мае 2016 года она начала встречаться с певцом и актером Пэйсоном Льюисом. У пары по совпадению одна и та же фамилия.

## Фильмография
| Год       |    | Русское название                         | Оригинальное название                   | Роль                     |
| --------- | -- | ---------------------------------------- | --------------------------------------- | ------------------------ |
| 2006      | с  | Новые приключения старой Кристин         | The New Adventures of Old Christine     | Тесс                     |
| 2006      | с  | Палузавиль                               | Paloozaville                            | Леа                      |
| 2007      | ф  | Нанкин                                   | Nanking                                 | Баннерная девушка        |
| 2012      | тф | Фред 3: Лагерь Фред                      | Fred 3: Camp Fred                       | Ложка                    |
| 2012      | с  | Мэдисон Хай                              | Madison High                            | Пейтон Холл              |
| 2015—2016 | с  | Руководство геймера практически по всему | Gamer's Guide to Pretty Much Everything | Лика                     |
| 2016      | с  | Лучшие друзья навсегда                   | Best Friends Whenever                   | Алекс                    |
| 2018      | с  | Свет как перышко                         | Light as a Feather                      | Габби Дарвиш             |
| 2018      | с  | Хороший доктор                           | The Good Doctor                         | Кэтрин «Китти» Квон      |
| 2018      | с  | Зачарованные                             | Charmed                                 | Анжела                   |
| 2018—2019 | с  | Пожарная часть 19                        | Station 19                              | Шеннон                   |
| 2019      | с  | Одарённые                                | The Gifted                              | Кларис (молодая)         |
| 2019—2023 | с  | Нэнси Дрю                                | Nancy Drew                              | Джорджия «Джордж» Фейн   |
| 2020      | ф  | Половина этого                           | The Half of It                          | Элли                     |
| 2020      | ф  | Как сдержать грабителя                   | How to Deter a Robber                   | Хизер Уильямс            |
| 2022      | с  | Бэтколеса                                | Batwheels                               | Кассандра Кейн / Бэтгёрл |
| 2023      | мф | Элементарно                              | Elemental                               | Эмбер Люмен              |
| 2024      | с  | Мэтлок                                   | Matlock                                 | Сара Янг                 |